# تورشتاین اریکسن
تورشتاین اریکسن (انگلیسی: Torstein Eriksen؛ زادهٔ ۲۹ آوریل ۱۹۹۰) نقشه خوان اهل نروژ است.
او در حال حاضر با آندریاس میکلسن هم‌تیمی است و برای تاک‌اسپرت دبلیو‌آر‌تی در مسابقات جهانی رالی قهرمانی جهان ۲ رقابت می کند.
تورشتاین اریکسن کار خود را در رالی در سال ۲۰۰۹ با رانندگی مشترک برای فرانک تور لارسن آغاز کرد.  در رالی فنلاند ۲۰۱۱ اولین رویداد خود را در رالی قهرمانی جهان انجام داد اما به دلیل مشکل مکانیکی از رالی کناره گیری کرد.